# むいから民家園
座標: 北緯35度37分58.6秒 東経139度34分15.5秒 / 北緯35.632944度 東経139.570972度むいから民家園（むいからみんかえん）とは東京都狛江市元和泉二丁目15-5にある、江戸時代の古民家を復元した公園、野外博物館。狛江市立古民家園（こまえいちりつこみんかえん）とも。「むいから」とは当地で古くから屋根葺きに用いられていた、麦から（麦藁）の転訛である。

## 概要
小田急小田原線の連続立体交差・複々線化工事に伴い、江戸時代後期建立の旧荒井家住宅主屋が解体される事となった。しかし1991年より、市民の中から同家屋の保存運動が盛り上がった結果、行政と市民とが協働する形で古民家復元事業が進展。
10年以上にわたる旧荒井家住宅主屋の復元事業を経て、2002年4月27日に開園。2010年には旧髙木家長屋門の移築及び復元が成される。管理運営は上記の経緯から、保存運動関係者らで作る「むいから民家園運営市民協議会」が市からの委託を受け、ボランティアで行う。

## 建築物
- 旧荒井家住宅主屋 - 元々は市内元和泉一丁目の荒井家に残存。1927年の小田急小田原線開通に際し、屋敷内に線路が通る事が分かり、東向きの主屋を急遽曳き屋により南向きに変更した経緯がある[1]。荒井家は泉龍寺の近傍にあったため、屋号を「大門前（だいもんさき）」と言い[1]、江戸時代後期には村方医師を務めていた[1]。1991年11月市重宝に指定[3]。

- 旧髙木家長屋門 - 市内に唯一残存する長屋門として1859年に建立[1]。1999年の解体を経て、2010年民家園内に移築される。元々は屋根に茅葺きを施していたものの、復元に際し銅板葺きとした[1]。髙木家は江戸時代中期以来、覚東村の名主であった[1]。2010年9月市重宝に指定[3]。

## 施設利用
- 入園料 - 無料
- 休園日 - 毎週水・木曜日（祝祭日に当たる場合は翌開園日）、1月2日から4日まで、12月28日から31日まで
- 開園時間 - 午前9時30分 - 午後4時30分（7・8月は午前9時30分 - 午後6時）
- 園内禁煙、火気厳禁

## 交通アクセス
- 小田急小田原線狛江駅より徒歩約10分
- 小田急小田原線狛江駅北口より、「多摩川住宅｣行バスで「児童公園｣下車